# Speicher (Svizzera)
Speicher (toponimo tedesco) è un comune svizzero di 4 227 abitanti del Canton Appenzello Esterno.

## Monumenti e luoghi d'interesse

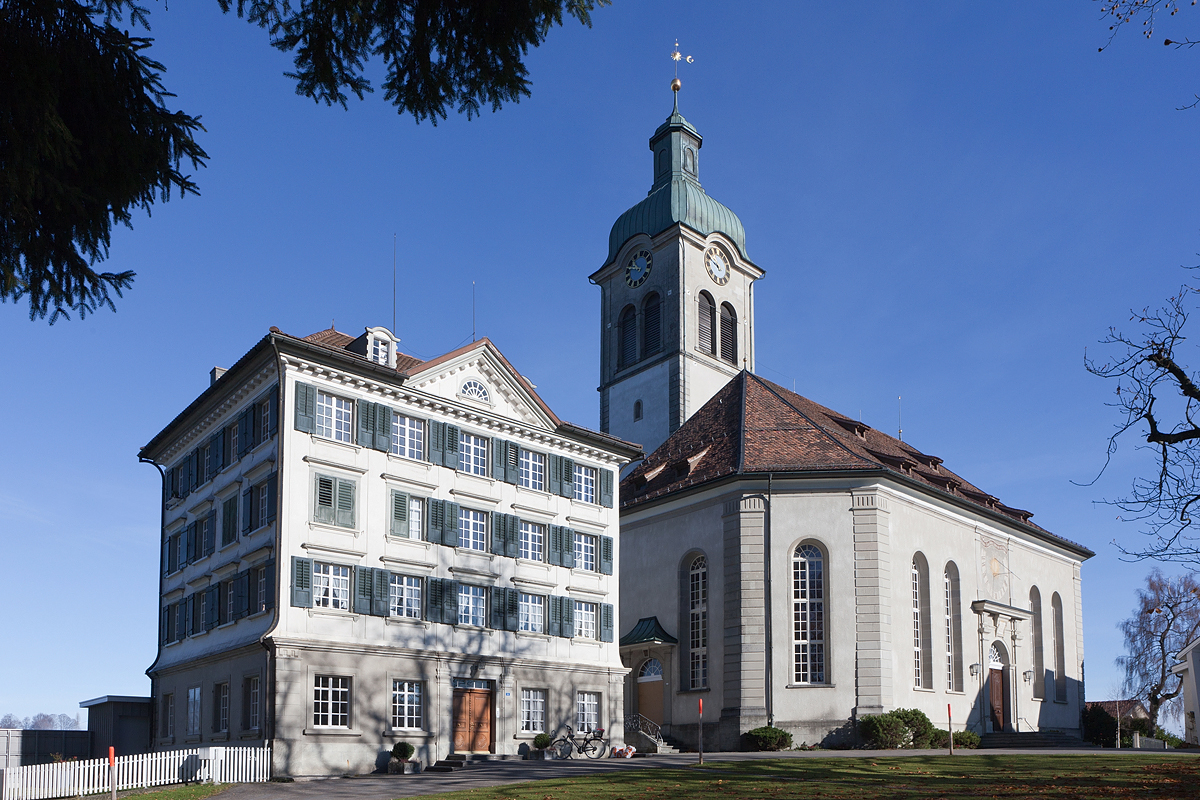
La chiesa riformata

- Chiesa riformata, eretta nel 1614[1].
- Chiesa cattolica in località Bendlehn, eretta nel 1882[1].
- Ehemaliges Haus Zuberbühler, edificio storico in stile Régence costruito nel 1747.
- Museum für Lebensgeschichten, museo dedicato alle storie di vita di personalità storiche o contemporanee della regione.

## Società

### Evoluzione demografica
L'evoluzione demografica è riportata nella seguente tabella:
Abitanti censiti

## Infrastrutture e trasporti

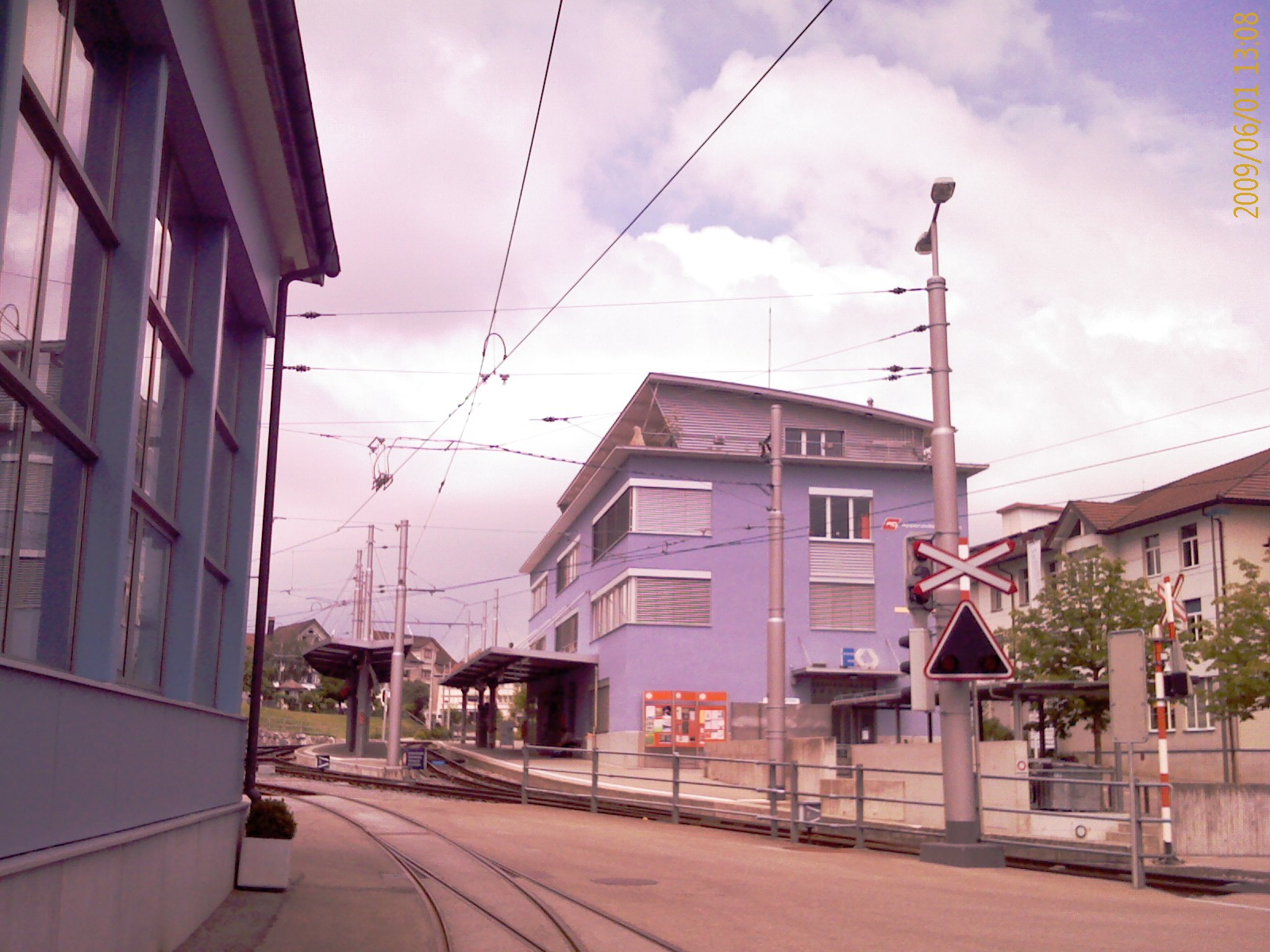
La stazione di Speicher

Speicher è servito dall'omonima stazione sulla ferrovia San Gallo-Trogen (linea S21 della rete celere di San Gallo). Sulla medesima linea e all'interno del territorio comunale sono situate, inoltre, le fermate di Vögelinsegg, di Schützengarten e di Bendlehn.

## Amministrazione
Ogni famiglia originaria del luogo fa parte del cosiddetto comune patriziale e ha la responsabilità della manutenzione di ogni bene ricadente all'interno dei confini del comune.